# Stanley Skewes
Stanley Skewes (1899–1988) var en sydafrikansk matematiker, der er bedst kendt for opdagelsen af Skewes' tal i 1933. Han var en af John Edensor Littlewoods studerende på Cambridge University.
Han modtog en ph.d.-grad fra Cambrdige i 1938 for sin opdagelse af Skewes' tal. Han opdagede et andets Skewes tal i 1955.

## Publikationer
- Skewes, S. (1933). "On the difference π(x) − Li(x) (I)". Journal of the London Mathematical Society. 8 (4): 277-283. doi:10.1112/jlms/s1-8.4.277. Arkiveret 19. maj 2007 hos  Wayback Machine

- Skewes, S. (1955). "On the difference π(x) − Li(x) (II)". Proceedings of the London Mathematical Society. 5 (17): 48-70. doi:10.1112/plms/s3-5.1.48. Arkiveret 19. maj 2007 hos  Wayback Machine